# Шентруперт
Шентруперт (словен. Šentrupert) — поселення в общині Шентруперт, регіон Південно-Східна Словенія, Словенія.